# Dziechciarowo (rejon głębocki)
Dziechciarowo – dawna kolonia. Tereny, na których leżała, znajdują się obecnie na Białorusi, w obwodzie witebskim, w rejonie głębockim, w sielsowiecie Prozoroki.

## Historia
W czasach zaborów zaścianek prywatny w powiecie dzisieńskim, w guberni wileńskiej Imperium Rosyjskiego.
W latach 1921–1945 wieś a następnie kolonia leżała w Polsce, w województwie wileńskim, w powiecie dziśnieńskim, w gminie Prozoroki.
Według Powszechnego Spisu Ludności z 1921 roku zamieszkiwało tu 49 osób, 56 było wyznania rzymskokatolickiego, 2 prawosławnego a 5 mojżeszowego. Jednocześnie 56 mieszkańców zadeklarowało polską, 2 białoruską a 5 żydowską przynależność narodową. Było tu 9 budynków mieszkalnych. W 1931 w 10 domach zamieszkiwały 53 osoby.
Wierni należeli do parafii rzymskokatolickiej i prawosławnej w Prozorokach. Miejscowość podlegała pod Sąd Grodzki w Głębokiem i Okręgowy w Wilnie; właściwy urząd pocztowy mieścił się w Prozorokach.